# Guyot Yantarnaya
El guyot Yantarnaya (en ruso: ámbar), a veces designado por la traducción inglesa del nombre como guyot Amber, es una prominencia del relieve del fondo del océano Pacífico o monte submarino en forma de cono trunco, que destaca dentro de la cordillera submarina Sala y Gómez. Se ubica aproximadamente a unos 150 km al O del monte submarino Zasosov, unos 900 km al O de la isla San Félix (Chile), unos 1740 km al E de la Isla Sala y Gómez, unos 1600 km al NO de la costa chilena de Chañaral y a una distancia similar, 1600 km, al SO de San Juan de Marcona (Perú). Estos dos últimos puntos representan las costas continentales más cercanas a esta formación.

## Descubrimiento
El descubrimiento, junto con el de varios otros accidentes del relieve de la cordillera Sala y Gómez, se debe a la flota de investigación pesquera y oceanográfica soviética, que realizó numerosas expediciones al área. El hallazgo se encuentra asociado en varias fuentes al 18º crucero del buque científico Professor Shtokman (Профессор Штокман), realizado entre marzo y junio de 1987. Este descubriemiento, como otros del área, mantiene un «nombre de expedición», que no ha sido oficializado por el organismo encargado de la topografía submarina, GEBCO-SCUNF.